# Tounouga
Tounouga este o comună rurală din departamentul Gaya, regiunea Dosso, Niger, cu o populație de 29.444 de locuitori (2001).